# Aéroport de Cat Bi
Pour les articles homonymes, voir HPH.
L'aéroport de Cat Bi (code IATA : HPH • code OACI : VVCI) est un aéroport dans la ville de Haïphong située au nord du Viêt Nam. Cet aéroport comprend une piste de 2 400 m × 50 m.
Il est desservi par la compagnie Vietnam Airlines, VietJet Air, Jetstar Pacific, qui assure beaucoup de vols quotidiens vers Hô Chi Minh-Ville (aéroport international de Tân Sơn Nhất), Da Nang, Buon Ma Thuot, Pleiku, Nha Trang, Da Lat, Can Tho.
Il y a également trois vols par semaine en direction de Macao[réf. nécessaire].
Il sera élargi[Quand ?] pour recevoir simultanément six avions moyens et pourrait devenir un aéroport international selon le plan établi par le gouvernement vietnamien[réf. nécessaire].

## Compagnies et destinations
| Compagnies                       | Destinations                                                                |
| -------------------------------- | --------------------------------------------------------------------------- |
| Jetstar Pacific                  | Cam Ranh, Hô Chi Minh Ville (Tân Sơn Nhất)                                  |
| VietJet Air                      | Buôn Ma Thuôt, Đà Lạt-Liên Khuong, Hô Chi Minh Ville (Tân Sơn Nhất), Pleiku |
| Vietnam Airlines                 | Đà Nẵng, Hanoï-Nội Bài, Hô Chi Minh Ville (Tân Sơn Nhất)                    |
| Vietnam Airlines opéré par VASCO | Hanoï-Nội Bài                                                               |

Édité le 24/07/2018

## Situation

### Carte des aéroports du Viêtnam
| Vân Đồn (2018) Thọ Xuân Chu Lai Liên Khuong Đà Nẵng Hải Phòng Cat Bi Hanoï Saïgon Nha Trang Phú Quốc Vinh Buôn Ma Thuôt Cà Mau Côn Đảo Đồng Hới Pleiku Phù Cát Phú Bài Rach Gia Nà Sản Đông Tác Vũng Tàu Cần Thơ Diên Biên Phu Quảng Trị |